# Bò H’Mông

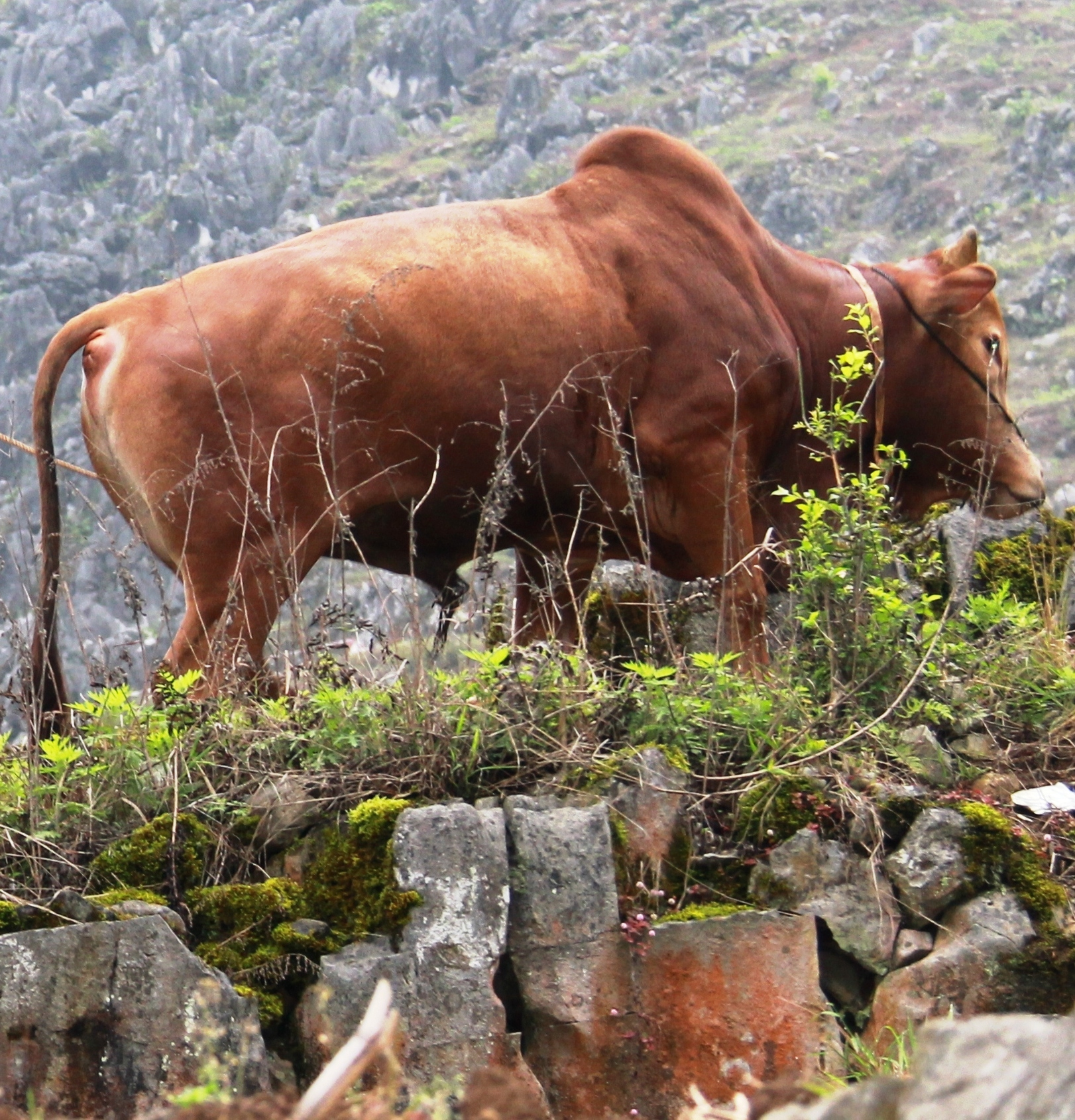
Bò Mèo

Bò H'Mông hay còn gọi là bò Mèo hay bò u Cao Bằng, bò Đồng Văn hay bò vàng vùng cao là một giống bò vàng Việt Nam địa phương được nuôi nhiều nhất ở vùng rẻo cao vùng Hà Giang, Cao Bằng tại các huyện Đồng Văn, Mèo Vạc, chúng được người Mông và các dân tộc anh em bản địa nuôi khá phổ biến Hiện nay giống bò này đang nằm trong danh sách bảo tồn nguồn gen quý
Bò vùng cao Hà Giang hay bò vàng Đồng Văn Hà Giang là một giống bò được dân tộc thiểu số người H'Mông nuôi tại các tỉnh vùng núi phía bắc Việt Nam, đặc biệt tập trung tại các huyện vùng cao Hà Giang. Ngành chăn nuôi bò ở đây đang xây dựng được thương hiệu cho sản phẩm Bò vàng vùng cao. Với ngoại hình và thể vóc to khỏe lực lưỡng của mình, chúng cũng là giống bò khỏe mạnh tham gia lễ hội chọi bò ở Cao Bằng, một lễ hội chọi bò độc nhất vô nhị ở Việt Nam. Trung tâm Nghiên cứu và Phát triển Hệ thống nông nghiệp đã có những nghiên cứu về hệ thống chăn nuôi bò H'mong tại Cao Bằng, Hà Giang, Bắc Kạn, Sơn La và Điện Biên. Phát triển chuỗi giá trị và thương hiệu cho sản phẩm thịt bò tại các tỉnh này.

## Đặc điểm
Giống bò của người Mông nuôi tại các huyện vùng cao núi đá phía bắc tỉnh Hà Giang dễ thuần thục, chịu được khắc nghiệt thời tiết đặc biệt là giá rét, chịu kham khổ, rất phù hợp với điều kiện sống ở các vùng cao, núi đá, khả năng sản xuất cao, thể trạng khỏe, giỏi cày kéo, chất lượng thịt ngon, sản lượng thịt cao, tầm vóc khá lớn, thích nghi tốt, mắn đẻ.

### Mô tả

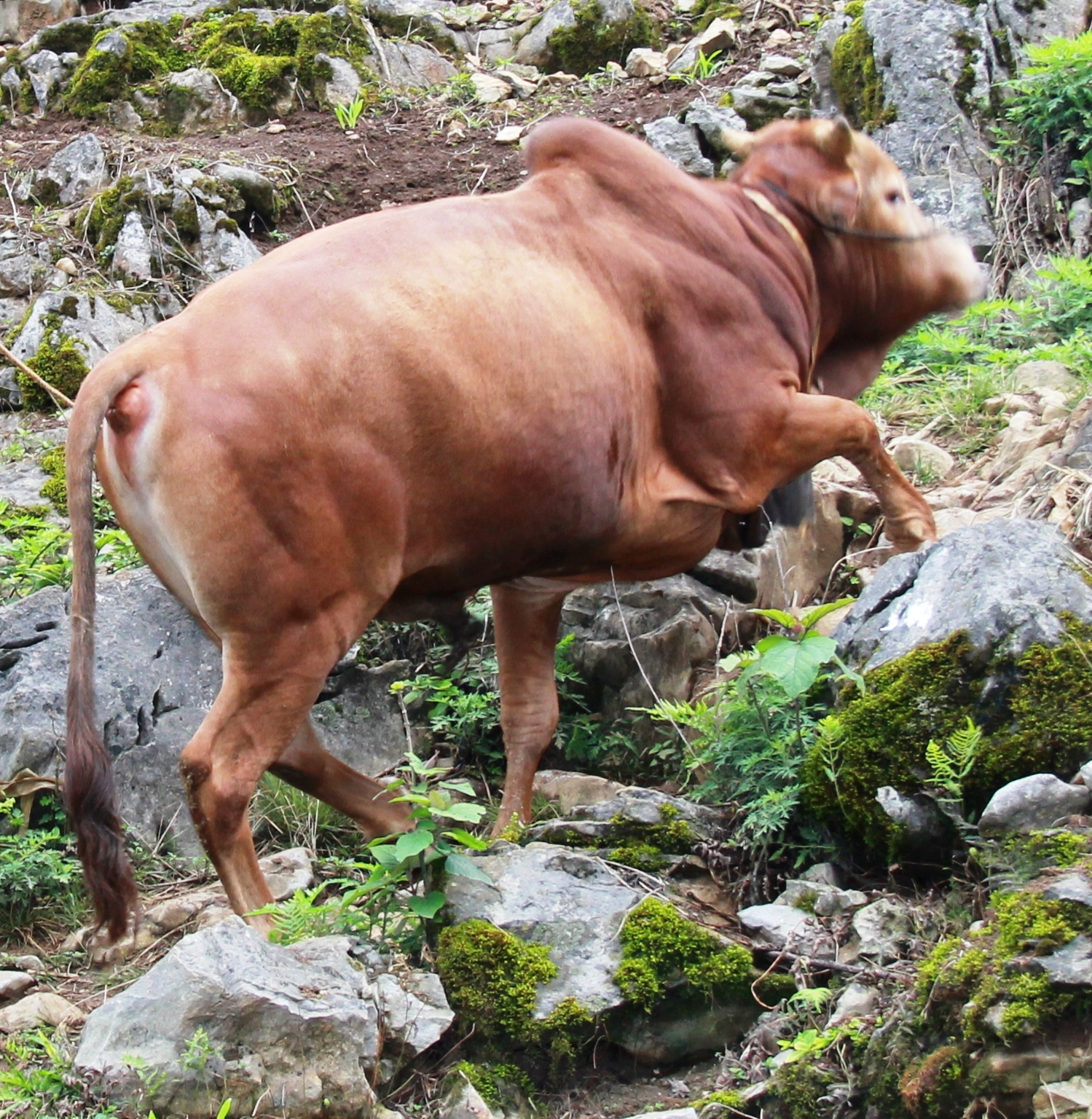
Một con bò Mèo đang leo trên triền đồi

Bò H'Mông hay còn gọi là bò u Cao Bằng vì những con đực nhìn giống như bò tót, có thể nặng tới 700 kg, phẩm chất thịt mềm hơn so với nhiều loại thịt bò như bò lai sind, bò brát-man chúng là một giống bò độc đáo có thân hình vạm vỡ, u vai nhô cao như bò tót, cơ bắp cuồn cuộn to hơn bất cứ giống bò nội địa nào của Việt Nam. Bò vùng cao đa số có màu lông vàng nhạt, một số ít màu cánh gián, hoặc đen nhánh. Tai to, lưng hơi võng, mông dài, chân cao, đỉnh trán có u gồ hoặc phẳng, vai có u gồ lên, rất thuận tiện cho việc cầy kéo, sản xuất, bò có tầm vóc cao to bình quân nặng từ: 450 – 500 kg. Là giống bò có sức vóc sản xuất tốt, thịt ăn mềm ngon. Giống bò đực có thế lên tới 400–600 kg.
Bò đực trưởng thành có khối lượng cơ thể đạt 400–450 kg, bò cái trưởng thành có khối lượng cơ thể đạt 250–280 kg, tỉ lệ thịt xẻ khá cao lên đến 52,12%, tỉ lệ thịt tinh (thịt lọc) đạt 40,33% so với bò vàng Việt Nam tỉ lệ này là 42% và 33%. Mặc dù bò vùng cao Hà Giang có nhiều đặc điểm vượt trội như vậy song hiện nay giống bò này đang có nguy cơ bị suy thoái dần về giống do vấn đề cận huyết kéo dài. Bò H'Mông có tầm vóc khá lớn, tuổi đẻ lứa đầu trên 2,5 năm, khoảng cách giữa hai lứa đẻ là 16 tháng. Việc chọn lọc bò đực khối lượng lớn phối với bò cái khối lượng lớn đã nâng cao khối lượng bê sơ sinh và tốc độ sinh trưởng của bê rõ rệt.
Bò đực giống với màu lông phổ biến là đen, vàng. Tiêu chuẩn chọn bò đực giống là toàn thân phát triển cân đối, không có khuyết tật, tuổi trong khoảng 36 – 40 tháng. Tầm vóc to, tốc độ sinh trưởng cao, sức khoẻ tốt, khối lượng cơ thể trên 500 kg. Đầu và cổ to (nhưng không quá thô), kết hợp tốt, chắc khoẻ. Sừng dài vừa phải, gốc sừng to, bóng. Da bóng, lông mượt. Vai to cao, u cao, yếm dầy đều, hệ cơ phát triển. Ngực nở, sâu, rộng. Lưng dài, hông rộng, thẳng, phẳng. Bụng gọn thon, không sệ. Chân to, khoẻ, phát triển cân đối, đi không chạm khoeo. Móng tròn, khít, tạo với mặt phẳng đất 450. Dương vật bình thường, hai tinh hoàn to đều.
Đối với bò cái giống: Toàn thân phát triển cân đối, không có khuyết tật, đẫ đẻ từ 1 đến 4 lứa. Tầm vóc to, tốc độ sinh trưởng cao, sức khoẻ tốt, khối lượng cơ thể trên 180 kg. Đầu dài, cổ nhỏ thanh, kết hợp tốt, chắc khoẻ. Sừng dài vừa phải, gốc sừng thon, bóng. Da bóng, lông mượt. Yếm dầy đều, hệ cơ phát triển. Lưng dài, hông rộng, thẳng, phẳng. Bụng gọn thon, không sệ. Bầu vú phát triển đều, núm vú dài cân đối. Âm hộ mẩy, bóng. Chân to, khoẻ, phát triển cân đối, đi không chạm khoeo. Móng tròn, khít, tạo với mặt phẳng đất 45 độ.

### Sức sinh sản
Có những nghiên cứu thực nghiệm hiệu quả thụ thai tinh đông viên bò H'Mông sau khi bảo tồn 6 tháng để đánh giá đặc điểm tinh dịch bò đực H'Mông, đánh giá hoạt lực tinh đông viên sau đông lạnh – giải đông qua một số tháng bảo tồn và thăm dò tỉ lệ thụ thai của tinh đông viên đã bảo tồn 6 tháng. Tinh dịch bò đực H'Mông có chất lượng tinh dịch tốt và sau 1 năm bảo tồn, hoạt lực tinh trùng đạt yêu cầu sử dụng, tinh viên bảo tồn 6 tháng vẫn cho tỉ lệ thụ thai đạt yêu cầu. Tinh viên đã bảo tồn 6 tháng cho tỉ lệ phối giống đậu thai 55% (40 – 66,6%). Qua 291 lần khai thác tinh của 3 bò thí nghiệm cho thấy trung bình lượng xuất tinh (V) đạt 4,43 ml, hoạt lực tinh trùng (A) 68,96%; nồng độ tinh trùng (C) 0,85 tỉ/ml; tổng số tinh trùng sống tiến thẳng (VAC)2,59 tỉ; pH tinh dịch 6,89; tỉ lệ tinh trùng sống (Sg) 83,47% và tỉ lệ tinh trùng kỳ hình (K) 16,49%. Đối với bò địa phương miền Núi, chất lượng tinh dịch như vậy là tương đối tốt..
Người ta cũng đã phối giống thử nghiệm tinh bò đực giống bò vùng cao Hà Giang (Bò H'Mông) với bò cái địa phương vùng đồng bằng Sông Hồng, đánh giá các chỉ tiêu và khă năng sinh trưởng của bê lai. Khi tiến hành huấn luyện đực nhẩy giá (trước mắt cho bò đực nhẩy bò cái có biểu hiện động dục) tạo phản xạ tự nhiên, sau đó tập dần trên bò cái bình thường. Khai thác tinh dịch bò đực giống bằng âm đạo giả sau khi bò đực giống đực huấn luyện nhẩy giá thành thục, tiến hành khai thác tinh bằng âm đạo giả, tinh dịch sau khi khai thác được đánh giá chất lượng theo các chỉ tiêu như:
- Lượng xuất tinh V (ml) là kiểm tra đa thể bằng chủ quan trên ống hứng tinh khắc chia độ ml. Lượng xuất tinh có liên quan chặt chẽ với giống, tuổi, chế độ nuôi dưỡng, chăm sóc, kích thước dịch hoàn, mùa vụ, mức độ kích thích tình dục, phản xạ nhẩy, kỹ thuật lấy tinh. ở bò đực lượng xuất tinh thường là 5 – 6 ml, dao động trong khoảng 2 – 12 ml, nếu lấy tinh 2 lần (cách 30 phút c) thì lần 2 thường ít hơn lần đầu.
- Màu sắc, mùi: các chỉ tiêu này được xác định bằng phương pháp cảm quan, màu sắc tinh dịch bò thường có màu trắng sữa, trắng ngà hoặc vàng kem, mùi hăng đặc trưng. nếu trong tinh dịch có lẫn máu, mủ thì tinh dịch không đủ chất lượng, bò đực có thể bị bệnh, cần phải kiểm tra thú y
- Sức hoạt động của tinh trùng A (%): chỉ tiêu này có tầm quan trọng đặc biệt trong pha loãng tinh dịch và khả năng thụ tinh của tinh trùng. Sức hoạt động tinh trùng thể hiện bởi các xoáy của sóng tinh trùng với tốc độ ẩn hiện khác nhau và thường được đáng giá 4 mức khác nhau: Pha chế môi trường: môi trường pha loãng tinh dịch thường được pha trước khi khai thac tinh, môi trường sau khi pha để trong tủ lạnh ở nhiệt độ 15 độ C có thể sử dụng trong trong 3 – 5 ngày.

## Truyền thống

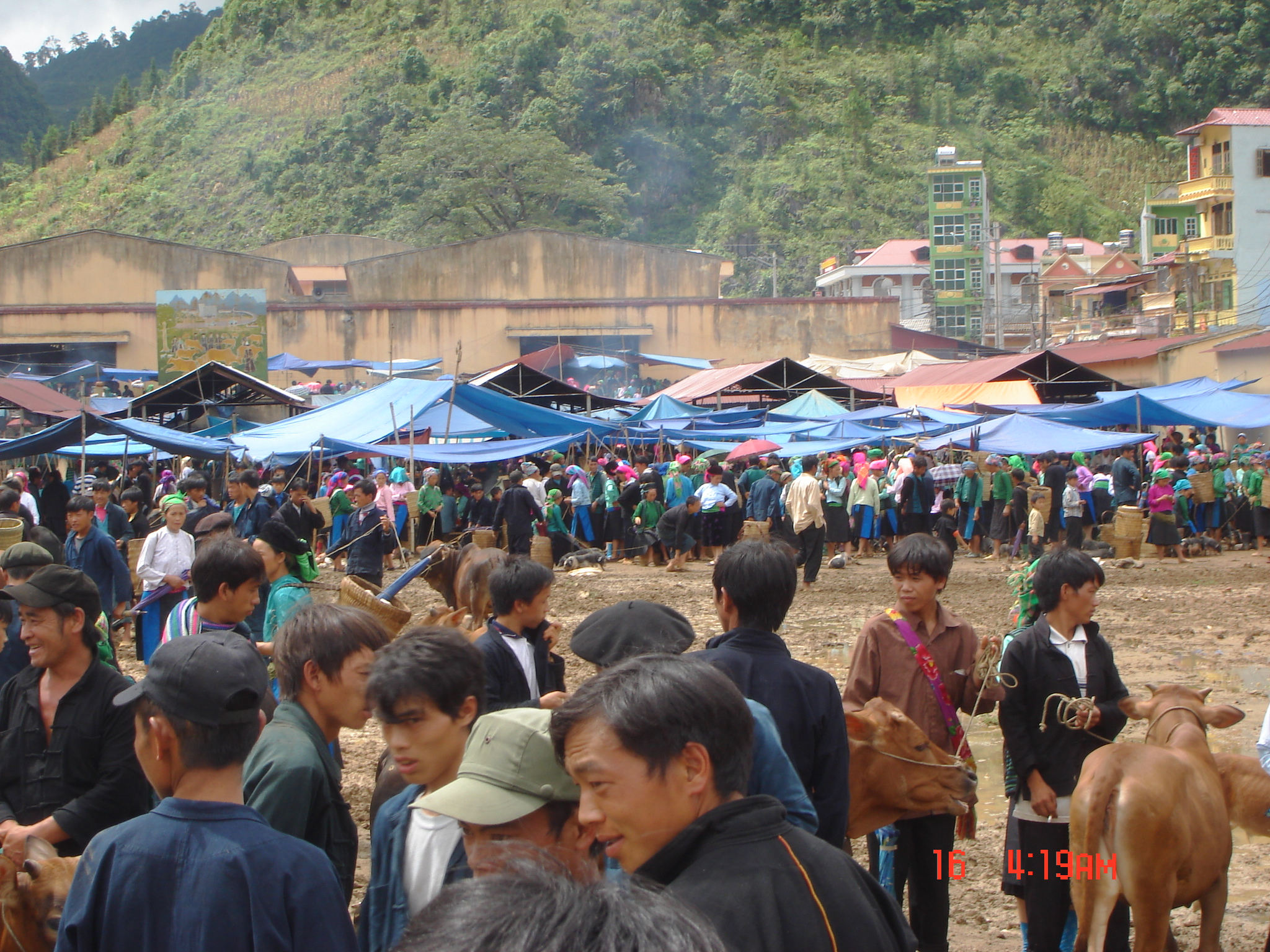
Một phiên chợ bò truyền thống ở vùng rẻo cao Mèo Vạc

Từ lâu, người dân tộc H'Mông đã có truyền thống chăn nuôi bò. Họ quý trọng con bò, coi như một tài sản lớn của gia đình, bởi nó mang lại nhiều giá trị kinh tế. người vùng cao Hà Giang, đặc biệt là người Mông vùng Cao nguyên đá Đồng Văn gồm 4 huyện Quản Bạ, Yên Minh, Đồng Văn và Mèo Vạc, con bò mới thực sự là vật nuôi gắn bó và đem lại nhiều hữu ích cho đồng bào. Với người Mông ở Bảo Lâm con bò được yêu quý đến độ nó là đồ trang sức, là biểu trưng sức mạnh và sự giàu có cho của gia chủ. Nhà người Mông ở đây nhìn chuồng bò còn đẹp hơn chính nhà ở của họ. Theo lệ, nỗi tuần một lần, chợ Đồng Văn, Hà Giang lại mở một lần vào ngày chủ nhật. Chợ trâu bò luôn chiếm được sự quan tâm đặc biệt của nhiều người, vì trâu bò là loại gia súc không thể thiếu được trong đời sống lao động, là tài sản quý giá nhất trong nhà của dân tộc vùng cao, nên việc chọn mua được một con bò ưng ý cũng là việc phải làm thật cẩn thận
Từ lâu ở vùng sông Gâm nổi tiếng với giống bò U quý hiếm và bí quyết nuôi bò có tiếng. Cũng chính truyền thống nuôi bò giỏi ấy đã tạo ra một hội chọi bò độc đáo. Tham dự sàn đấu chỉ có bò u. Khi tiếng trống khai hội được nổi lên, những con bò lừng lững bước ra đấu trường. Vừa được chủ bò tháo dây buộc mũi, hai con bò lao thẳng vào nhau như tên bắn, tiếng va chạm của sừng, của đầu bôm bốp. Chúng sẽ thi triển hết mọi miếng đánh, miếng ghì, miếng móc, cả sân chọi bụi mịt mù. Đáng sợ nhất là những con với những miếng đánh chí tử, chúng lùi xa rồi bất ngờ lao cả thân mình vào đối thủ, cặp sừng sắc nhọn cắm phập vào mắt, vào cổ đối phương. Hội chọi bò mang tính giải trí mà còn cổ vũ phong trào chăn nuôi bò giỏi của dân tộc Mông, qua cuộc thi để chọn ra những con giống tốt nhất, khỏe nhất nhằm nhằm giữ gìn nguồn gen bò quý hiếm này.
Điều đặc biệt là giống bò mà người H'Mông chăn nuôi là giống bò u to khỏe, quý hiếm. Thịt bò H'Mông Cao Bằng là Đặc sản vùng cao. Chúng còn là nguyên liệu cho món phở bò ở phố cổ Đồng Văn Người dân chăm sóc bò rất cẩn thận và có những bí quyết riêng trong chăn nuôi những con bò. Bò của người H'Mông thường được nuôi trong môi trường trong sạch, ở độ cao trên 1.000m so với mặt nước biển. Thức ăn chính của chúng là những cỏ cây tự nhiên, uống nguồn nước từ khe suối rừng, không ăn thức ăn tăng trọng hay hoocmon sinh trưởng nên thịt bò sạch nguyên chất.
Nhiều con bò H'Mông được người dân nuôi trong một môi trường không khí rất trong lành, ở độ cao trên 800m so với mặt nước biển. Nguồn thức ăn chủ yếu là cây cỏ tự nhiên, cháo ngô, nguồn nước uống 100% tinh khiết từ các suối nguồn và nước mưa tự nhiên của vùng cao núi đá Cao Bằng. Sản phẩm thịt bò của nhóm được đảm bảo chất lượng không có tồn dư kháng sinh, không có hooc môn sinh trưởng và đảm bảo vệ sinh dịch bệnh. Thịt bò H'Mông Cao Bằng ngon hơn nhiều so với loại thịt bò được bán trôi nổi trên thị trường. Thịt mềm, đỏ tươi, thơm ngọt, mùi vị đặc trưng, đảm bảo vệ sinh an toàn, có nguồn gốc xuất xứ rõ ràng. Thịt bò H'Mông là sản phẩm cao cấp nên giá bán lẻ cao hơn 30-45% so với giá thịt bò bán ngoài thị trường.

## Chăn nuôi

### Tình hình chung
Trong 4 năm (2010-2014) số lượng đàn bò của tỉnh Hà Giang liên tục tăng. Năm 2010, tổng đàn bò của Hà Giang đạt trên 101 nghìn con, năm 2014, tổng đàn đã đạt con số gần 106 nghìn con. Theo thống kê, số lượng bò thịt của Hà Giang năm 2014 là 106.091 con. Trong đó, số lượng bò của 4 huyện trên ước tính có thể đem vào giết mổ khoảng 40.000 con. Trong đó, tổng đàn bò của 4 huyện vùng cao chiếm 3/4 tổng đàn của toàn tỉnh. Hết năm 2014, huyện Quản Bạ có tổng đàn bò trên 11.400 con; Đồng Văn gần 20 nghìn con; Yên Minh trên 20 nghìn con và huyện Mèo Vạc với tổng đàn trên 25 nghìn con. Từ trước tới nay, người dân 4 huyện vùng cao chủ yếu sử dụng bò làm sức kéo phục vụ sản xuất nông nghiệp. Với sự ra đời của các loại máy móc phục vụ sản xuất nông nghiệp hiện đại, người dân cũng đã chuyển dần việc nuôi bò từ mục đích lấy sức kéo sang chăn nuôi bò hàng hóa, nhằm phát triển kinh tế gia đình từ nhu cầu trao đổi thông thương.
Trên địa bàn 4 huyện vùng cao cũng đã hình thành các chợ gia súc như Chợ bò của huyện Mèo Vạc và huyện Đồng Văn. Chợ bò đã có từ lâu, nhưng khoảng 10 năm trở lại, chợ mới trở nên đông đúc và tấp lập. Mỗi phiên chợ, bình quân có từ 100 đến 120 con bò (chủ yếu là bò của người dân địa phương), một phần được người dân đem đến chợ để trao đổi bò (giữa người dân với người dân) và phần nhiều được bán cho các thương lái đến từ các tỉnh: Phú Thọ, Vĩnh Phúc, Hà Nội, xe hàng được trở về xuôi, trở thành thịt bò thương phẩm, phục vụ nhu cầu thị trường. Việc đẩy mạnh chăn nuôi đại gia súc, đặc biệt là nuôi bò theo hướng hàng hóa ở 4 huyện vùng cao đã trở thành hướng đi đúng, phù hợp với điều kiện thực tế của địa phương.
Tốc độ tăng trưởng đàn bò của 4 huyện vùng Cao nguyên đá đạt mức tăng trưởng từ 6-7%/năm, trong khi đó của toàn tỉnh Hà Giang chỉ đạt từ 3-4%. Tuy nhiên, quá trình chăn nuôi đang bộc lộ những hạn chế như phương thức nuôi còn mang tính tự phát, quy mô nhỏ lẻ, việc áp dụng khoa học kỹ thuật vào chăn nuôi của người dân còn hạn chế. Giống bò vàng vùng cao Hà Giang đang có biểu hiện thoái hóa giống, có nguy cơ mai một do tập quán nuôi thả rông bầy đàn, giao phối tự do dẫn tới gia tăng tỷ lệ đàn bò bị đồng huyết, cận huyết. Sản xuất và lưu thông tiêu thụ thịt bò vùng cao còn mang tính tự nhiên, tự phát, những con bò giống tốt thường bị đem bán còn những con đực chất lượng giống kém được giữ lại dẫn tới tình trạng suy giảm chất lượng đàn bò thương phẩm.
Hiện nay, việc khai thác đàn bò vàng vùng cao của Hà Giang vẫn còn mang tính tự nhiên, thiếu khoa học nên đã nảy sinh nhiều bất cập, không phát huy hết giá trị của giống bò vàng này. Số bò mang bán thường là những con đực có thể trạng to lớn, cho sản lượng thịt cao. Số còn lại kém hơn thì lại được để làm giống và tiêu thụ nội bộ. Việc bán hoặc giết thịt một số lượng lớn bò giống tốt đã gây suy thoái chất lượng đàn bò. Bên cạnh đó, kỹ thuật chăm sóc và nuôi dưỡng đàn bò chưa theo đúng yêu cầu kỹ thuật nên sản lượng thịt hàng hóa chưa đáp ứng cả về số lượng và chất lượng.

### Tại địa phương
Cao nguyên đá Đồng Văn, thế mạnh chủ yếu vẫn là ngành chăn nuôi gia súc. Xuất phát từ nhu cầu phát triển kinh tế nâng cao thu nhập của người dân thoát khỏi nghèo đói. Nhiều xã và hộ gia đình trên địa bàn huyện đã lựa chọn thế mạnh phát triển kinh tế là chăn nuôi gia súc, trong đó phải kể đến nghề chăn nuôi bò vỗ béo được nhiều hộ dân lựa chọn để phát triển kinh tế, nâng cao thu nhập cho gia đình. Điển hình là xã Sủng Là, huyện Đồng Văn đã thực hiện mô hình nuôi bò vỗ béo cho 24 hộ dân thôn Đoàn Kết. Nhà nước hỗ trợ kinh phí cho mỗi hộ là 1,2 triệu đồng để mua cám, tiêm phòng vắc xin; ngoài ra còn tổ chức các lớp tập huấn về kỹ thuật vỗ béo bò địa phương và các hộ dân được hỗ trợ vay vốn ngân hàng để mua bò.
Việc chăn nuôi quan trọng là gia đình phải có kinh nghiệm chăn nuôi gia súc, có nguồn thức ăn dự trữ trong mùa đông giá buốt, đảm bảo vệ sinh chuồng trại, nước uống đảm bảo; Thứ hai, nhân lực tuy không cần nhiều nhưng quan trọng nhất phải chú trọng chăm sóc, tiêm phòng vắc xin đầy đủ theo định kỳ, tẩy giun sán, Thứ ba, các đoàn thể đẩy mạnh công tác tuyên truyền để mọi người dân cùng tham gia thực hiện phát triển đàn bò thành hàng hóa gắn trồng cỏ, tận dụng các nguồn thức ăn phụ tránh lãng phí để phục vụ chăn nuôi và thứ tư, phải đầu tư chuồng trại tốt, bò được giá thì bán ngay và sử dụng nguồn vốn vay quay vòng một cách hiệu quả nhất.
Tại Đồng Văn, chính quyền đã hỗ trợ tiền mua bò sinh sản cho hộ nghèo, cận nghèo. Một trong những cơ chế, chính sách đó là hỗ trợ tiền mua bò sinh sản cho hộ nghèo, cận nghèo chưa có bò nuôi. Chính sách hỗ trợ mua bò sinh sản cho hộ nghèo, cận nghèo của huyện Đồng Văn chính thức được triển khai thực hiện năm 2013 trên địa bàn 19 xã, thị trấn. Toàn xã có 90 hộ nghèo, cận nghèo nằm trong diện được hỗ trợ mua bò sinh sản; từ năm 2013 - 2014 có 46 hộ được hỗ trợ, năm 2015 này có thêm 44 hộ được hỗ trợ tiền mua bò sinh sản về nuôi
Mô hình duy trì và phát triển giống bò vàng địa phương tại xã Mường Lống, huyện Kỳ Sơn khẳng định giá trị kinh tế cũng như vai trò của giống bò vàng địa phương trong phát triển chăn nuôi của xã, của huyện đã đem lại cho các hộ chăn nuôi giống bò này và đề nghị có kế hoạch nhân rộng mô hình trên toàn huyện và các vùng lân cận.
Có dự án Cấp bò thuần giống H'Mông cho 16 hộ dân 2 xã Hang Kia, Pà Cò. Tổng trị giá đàn bò cấp cho các hộ là 500 triệu đồng. Hộ được lựa chọn làm mô hình khuyến nông là hộ chăn nuôi có uy tín qua bình xét dân chủ. Dự án nhằm gây dựng giống bò có giá trị kinh tế ở 2 xã vùng đồng bào dân tộc Mông, từng bước giảm nghèo, tiến tới xây dựng vùng cung cấp sản phẩm hàng hóa tập trung, giống bò trên được nhập từ các tỉnh Hà Giang, Cao Bằng với nhiều ưu điểm nổi trội như không kén ăn, dễ chăm sóc, tỷ lệ thịt lớn (nếu chăm tốt, mỗi con có thể đạt trọng lượng 5 – 7 tạ), giá bán cao.
Tại vùng Hòa Bình đã Tổng kết mô hình chăn nuôi bò H'mông tại 2 xã Hang Kia và Pà Cò triển khai từ tháng 8 và cấp bò thuần giống H'mông cho 18 hộ dân 2 xã Hang Kia và Pà Cò (Mai Châu), trong đó có 16 con cái sinh sản và hai con đực với tổng giá trị 500 triệu đồng. Qua quá trình thực hiện theo dõi đánh giá cho thấy giống bò H'mông dễ nuôi, thích nghi với điều kiện khí hậu của địa phương nên bò phát triển tốt tăng trọng bình quân 3,5 – 4,5 kg/tháng. Mô hình mang lại hiệu quả nhất định, giúp dân tộc Mông từng bước giảm nghèo, tiến tới xây dựng vùng cung cấp sản phẩm hàng hóa tập trung.
Chăn nuôi bò ở Cao Bằng có nhiều tiềm năng phát triển, nhưng người chăn nuôi vẫn gặp rất nhiều khó khăn. Kỹ thuật chăn nuôi chưa cao nên bò thường bị chết rét, chết bệnh hoặc gầy yếu, làm giảm giá trị của bò. Nông dân chưa có tổ chức, liên kết nên người chăn nuôi thường bị tư thương ép giá, dễ bị tổn thương bởi thị trường giá lên xuống thất thường. Dự án đã liên kết các hộ chăn nuôi quy mô nhỏ tham gia vào các Nhóm sở thích để tạo thành hàng hóa, cung cấp thịt bò chất lượng cao cho các nhà hàng, siêu thị, khách sạn. Ngoài việc hỗ trợ kỹ thuật cho các hộ chăn nuôi, Dự án còn hỗ trợ xây dựng, nâng cấp lò mổ đạt tiêu chuẩn vệ sinh an toàn thực phẩm để tham gia vào quá trình thu mua, giết mổ, phân phối thịt bò

### Thoái hóa giống
Người dân Mù Cang Chải (95% là đồng bào dân tộc Mông) có tập quán chăn nuôi trâu, bò từ rất lâu đời, trong quá trình lao động sản xuất, họ đã thuần hoá, chọn lọc, nuôi dưỡng tạo nên giống bò rất thích nghi với điều kiện thời tiết khí hậu khắc nghiệt lạnh và khô của vùng cao, có tầm vóc tương đối lớn, chịu được kham khổ, tuy nhiên trong thời gian qua giống bò này chưa được quan tâm đúng mức dẫn đến hiện tượng thoái hóa giống. Để đánh giá thực trạng giống bò này thì vào năm 2008, Trung tâm Giống vật nuôi (Sở Nông nghiệp và Phát triển nông thôn) đã có đợt khảo sát tình hình chăn nuôi bò tại 2 xã Nậm Khắt và La Pán Tẩn huyện Mù Cang Chải, cho thấy hiện tượng thoái hoá của giống bò này đang xẩy ra. Qua kết quả khảo sát sơ bộ tại 2 xã cho thấy, thời điểm 1 tháng 4 năm 2008, đàn bò xã Nậm Khắt có 576 con thì đến tháng 4 năm 2009 còn 317 con; đàn bò xã La Pán Tẩn từ 364 con năm 2008 còn 313 con năm 2009.
Tổng đàn có xu hướng giảm cho dù trong thời gian qua, có nhiều dự án hỗ trợ người dân mua bò để phát triển chăn nuôi, song trên thực tế tổng đàn bò đang có xu hướng giảm. Nguyên nhân chủ yếu là với tập quán thả rông gia súc, khi bãi chăn thả ngày càng ít đi do khai hoang ruộng và trồng rừng, khoanh nuôi bảo vệ rừng cho nên người dân không có chỗ chăn thả. Mặt khác, do tỷ lệ sinh đẻ của bò thấp, không đủ bù vào số bò đã bán đi, một số bò dự án hỗ trợ không được chăm sóc nuôi dưỡng tốt, cho nên bò vùng thấp kém thích nghi với điều kiện khí hậu vùng cao dẫn đến bị chết. Nếu không có những biện pháp tích cực để bảo tồn, phục tráng giống bò này thì trong một thời gian không xa sự xuống cấp về chất lượng giống bò vùng cao sẽ ảnh hưởng.
Trọng lượng của bò ngày càng nhỏ, hiện nay bò ngày càng nhỏ, nếu như trước kia có những con bò đực nặng tới trên 400 kg thì nay rất hiếm. Khảo sát sơ bộ lượng bò cho thấy bò đực trưởng thành dao động trong khoảng từ 280 đến 350 kg, bò cái dao động trong khoảng từ 150 đến 180 kg. Nếu so với bò Mông tại Hà Giang là nơi có điều kiện tự nhiên gần giống với Mù Cang Chải thì thấy bò Mông tại Mù Cang Chải hiện nhỏ hơn nhiều. Nguyên nhân chủ yếu dẫn đến trọng lượng đàn bò ngày càng nhỏ là do khai thác bò vùng cao Mù Cang Chải mang tính tự nhiên, thiếu khoa học, đã gây ra một số vấn đề bất cập như số bò được bán thường là những con to, có sản lượng thịt lớn, số bò còn lại kém hơn để lại làm giống, việc bán hoặc giết thịt đi một số lượng bò có giống tốt đã gây ra suy thoái giống bò còn lại. Bên cạnh đó, kỹ thuật chăm sóc và nuôi dưỡng đàn bò chưa đảm bảo; phương thức chăn nuôi vẫn mang tính lạc hậu, chủ yếu là thả rông, thiếu thức ăn, việc sử dụng bò đực giống cũng hoàn toàn mang tính tự nhiên, dẫn đến hiện tượng cận huyết làm cho chất lượng con giống ngày càng giảm.
Tỷ lệ sinh sản của bò thấp, qua khảo sát tại một số hộ cho thấy cơ cấu đàn chủ yếu là bò mẹ và bò sắp trưởng thành, rất ít bò dưới sáu tháng tuổi. Điều này cho thấy tỷ lệ sinh đẻ của đàn bò thấp một cách đáng báo động. Tuổi đẻ lứa đầu của bò cái dao động từ khoảng 4 đến 4,5 năm, khoảng cách giữa các lứa đẻ trung bình là 2,2 năm, cao hơn rất nhiều so với các giống bò khác. Nguyên nhân chủ yếu dẫn đến hiện tượng này là giống bò đang bị thoái hoá, khả năng sinh đẻ thấp. Không có bò đực giống, hoặc bò đực giống không đảm bảo chất lượng cộng với việc cho giao phối tự nhiên không kiểm soát dẫn đến tỷ lệ thụ thai bò cái thấp. Mặt khác do việc chăn thả rông cho nên số bê sinh ra không được phát hiện, chăm sóc dẫn đến tỷ lệ chết khá lớn.

### Bảo tồn
Đứng trước nguy cơ giống bò vàng của địa phương bị thoái hóa nguồn gen, Hà Giang đã ưu tiên nguồn kinh phí nhằm bảo tồn và phát triển giống bò vàng vùng cao Hà Giang thông qua việc nghiên cứu, tuyển chọn những con bò đực và bò cái giống đạt tiêu chuẩn tại 4 huyện vùng cao nguyên đá để ghép đôi giao phối. Sử dụng bò đực giống đạt tiêu chuẩn cấp I, có tuổi đời từ 24 - 48 tháng tuổi để huấn luyện, khai thác sản xuất tinh đông lạnh phục vụ cho công tác bảo tồn và phối giống. Cung cấp cho 4 huyện cao nguyên đá gần 2.000 liều tinh đông lạnh của giống bò vàng vùng cao. Tỷ lệ thụ thai bằng phương pháp truyền tinh nhân tạo cho đàn bò đạt trên 75% và những con bê sinh ra từ thụ tinh nhân tạo có trọng lượng trung bình từ 24 – 26 kg, cao hơn so với bê con được sinh sản tự nhiên 5 – 6 kg, cá biệt có bê con sinh ra từ thụ tinh nhân tạo đạt trọng lượng tới 32 kg.

### Hướng phát triển
Khẳng định thương hiệu thịt bò H'Mông Cao Bằng đang là hướng phát triển. Thương hiệu thịt bò H'Mông Cao Bằng đã được nhiều người dân Việt Nam biết đến. Người dân đã có thể yên tâm phát triển chăn nuôi bò theo hướng xóa đói giảm nghèo bền vững, vươn lên làm giàu. Phát hiện những phẩm chất quý giá và tiềm năng kinh tế của thịt bò H'Mông, Một dự án phát triển kinh doanh với người nghèo tỉnh Cao Bằng đã hỗ trợ người H'Mông kỹ thuật chăn nuôi, chăm sóc, xây dựng thương hiệu và tìm thị trường tiêu thụ bò cho người dân.
Để thịt bò H'Mông trở thành hàng hóa và có thương hiệu, phải đảm bảo quy trình kỹ thuật chặt chẽ từ khâu chăn nuôi, chăm sóc, phòng bệnh cho đến giết mổ, kiểm dịch, đóng gói, bảo quản sản phẩm. Từ đó, sản phẩm thịt bò H'Mông Cao Bằng đã được Cục Sở hữu trí tuệ cấp văn bằng bảo hộ sở hữu nhãn hiệu tập thể chính thức. Những ngày đầu khi mới xây dựng thương hiệu thịt bò H'Mông Cao Bằng, gặp nhiều khó khăn vì người dân vẫn chăn nuôi nhỏ lẻ, số lượng hàng còn ít nên không đủ bán trong các siêu thị tại Hà Nội, chỉ bán chủ yếu vào các ngày cuối tuần, các dịp lễ tết nhằm giới thiệu, quảng bá sản phẩm.
Đến nay, thịt bò H'Mông Cao Bằng đã có mặt tại các hệ thống cơ sở các nhà hàng lớn ở thị trường Hà Nội. Hội chăn nuôi và tiêu thụ thịt bò H'Mông Cao Bằng đã ký hợp đồng đưa thịt bò H'Mông vào tiêu thụ tại Siêu thị Bic C Thăng Long - Hà Nội. Thịt bò H'Mông Cao Bằng sẽ có thị trường tiêu thụ rộng lớn hơn. Hiện nay thịt bò H'Mông của Cao Bằng đã được bảo hộ nhãn hiệu tập thể & truy xuất nguồn gốc.. Thịt bò H'Mông Cao Bằng dần khẳng định thương hiệu. Hiện trên thị trường đã xuất hiện sản phẩm thịt bò H'Mông Cao Bằng, đáp ứng được yêu cầu người tiêu dùng như: chất lượng, an toàn vệ sinh, giá cả.
Với mục đích đưa thịt bò Cao Bằng về thẳng các siêu thị, cửa hàng tại Hà Nội và các thành phố lớn thông qua hệ thống bán lẻ hiện đại, bảo đảm vệ sinh an toàn thực phẩm, Trung tâm nghiên cứu và phát triển hệ thống nông nghiệp đã phát triển các vùng chăn nuôi bò phối hợp với các doanh nghiệp lớn tại Cao Bằng và Hà Nội tiến hành giết mổ tại Cao Bằng, sau đó đưa đi tiêu thụ. Tại Cao Bằng, có công ty đã đầu tư xây dựng hệ thống lò mổ hiện đại rộng hơn 1 ha, trị giá gần 10 tỷ đồng, công suất 120 con bò và 150 con lợn/ngày, có hệ thống xử lý chất thải đạt tiêu chuẩn. Với hệ thống quản lý chất lượng của Trung tâm nghiên cứu và phát triển hệ thống nông nghiệp từ hộ nuôi đến tận siêu thị, người nông dân sẽ bán được bò giá cao hơn, còn người tiêu dùng có thể thưởng thức thịt bò chất lượng cao, sạch, dễ dàng kiểm tra độ tuổi, người tiêu dùng có thể tự truy xuất nguồn gốc từng sản phẩm thịt...
Hiện nay, một con bò khoảng 500 kg có giá bán khoảng 23 triệu đồng, sau khi mổ cho khoảng 400 kg thịt giá thịt bò loại một tại thị trường Cao Bằng hiện vào khoảng 100.000đ/kg, rẻ hơn nhiều so với giá bán lẻ trên thị trường. Trong thời gian tới Hiệp Hội sẽ tiến hành mở rộng địa bàn nuôi bò H'Mông sang các tỉnh Bắc Cạn, Hà Giang, giúp người nông dân vùng cao phát triển kinh tế chăn nuôi ổn định, nâng cao chất lượng cuộc sống Đồng thời Năm 2011 đã ra đời Hội chăn nuôi và tiêu thụ bò thịt (bò H'mông). Hội chăn nuôi và tiêu thụ thịt bò Cao Bằng là một tổ chức dân sự có nhiệm vụ chăn nuôi, thu gom, giết mổ, chế biến và phân phối thịt bò với giống bò H'mông. Sự kiện ra mặt hiệp hội là một bước ngoặt quan trong để khẳng định bước phát triển mới trong chăn nuôi bò tại Cao Bằng.

### Cạnh tranh
Hiện nay trên thị trường, người dân Hà Giang phải bán bò sang Trung Quốc vì không có thương lái thu mua, trong khi Hà Nội bò Úc tràn lan. bò vàng Hà Giang mặc dù chất lượng rất tốt, sản lượng cao, thịt thơm ngon nhưng phải loay hoay tìm nơi tiêu thụ, nhất là sau khi quyết liệt xử phạt xe quá tải, các doanh nghiệp không lên thu mua bò vì chi phí đội lên, không có lời lãi. Cuối cùng người nông dân chịu trận bởi giống bò này nếu đến tuổi không bán đi sẽ suy giảm lượng thịt. Người dân phải bán bò cho Trung Quốc trong khi Hà Nội thì bò Úc tràn lan.
Mặc dù trước đó, bò còn được vận chuyển vào tận Đà Nẵng, Sài Gòn nhưng gặp khó khăn. Điều này đã buộc người dân phải bán bò cho thương lái Trung Quốc. Đáng nói hoạt động buôn bán này chỉ diễn ra theo con đường tiểu ngạch, nên nhiều nông dân bị mất trắng cả đàn bò. Như có một xã của huyện Mèo Vạc, dân dắt 4-5 con bò sang bán, bị tịch thu. Dọc tuyến biên giới có 274 km đường biên, với đường biên dài, cư dân sống rải rác nên việc xuất lậu gia súc là khó tránh khỏi đặc biệt là điều kiện vận chuyển, thị trường tiêu thụ sản phẩm hiện nay còn hạn chế.
Số lượng đàn bò của Hà Giang hiện nay có thể làm hàng hóa được nhưng để tiêu thụ nó thì không hề dễ vì hiện nay lượng nhập ngoại thịt bò Úc rất lớn, giá thành lại cạnh tranh. Hiện tại bò Úc nhập vào Việt Nam với giá chỉ từ 2- 2,7USD/kg thịt hơi, khiến cho việc tiêu thụ bò trong nước gặp rất nhiều khó khăn. Để cạnh tranh được, phải tạo thương hiệu riêng cho bò Hà Giang. Sản phẩm bò Hà Giang được chăn nuôi truyền thống, có giá trị dinh dưỡng cao tuy nhiên chưa có doanh nghiệp nào của Hà Giang đứng ra đầu tư, bao tiêu sản phẩm, kết nối được với những siêu thị, thị trường lớn.

## Chọi bò
Bò H'Mông là đối tượng của những cuộc chọi bò, một nét văn hóa ở vùng Cao Bằng nhân dịp đầu xuân. Lễ hội chọi bò huyện Bảo Lâm được tổ chức hằng năm vào ngày 20 tháng Giêng âm lịch, nhằm phát triển, bảo tồn và quảng bá nét đẹp bản sắc văn hóa các dân tộc địa phương. Thông qua lễ hội, nhằm tôn vinh những người nuôi bò giỏi; tạo điều kiện cho các hộ gia đình chăn nuôi bò trên địa bàn được giao lưu, trao đổi kinh nghiệm, góp phần đẩy mạnh chăn nuôi bò thành ngành sản xuất hàng hóa, thúc đẩy kinh tế hộ gia đình, giảm nghèo nhanh và bền vững. Ngoài Hội thi bò chọi, Ban tổ chức còn chấm thi cặp bò mẹ con đẹp nhằm khuyến khích, động viên công sức chăm sóc bò của bà con với các tiêu chí, như: Bò phải có vóc dáng to lớn, thể chất khỏe mạnh, béo tốt, màu sắc đặc trưng. Phải có bộ chân dài, bắp đùi to, da mịn, lông mỏng mượt, khoẻ mạnh, cặp sừng cân đối, yếm ngực sâu, sườn nở, mông vai rộng, dáng đẹp kèm theo cả tiêu chí sinh đẻ đều đặn đúng quy chuẩn, các con sinh ra phải đều khoẻ, đẹp.

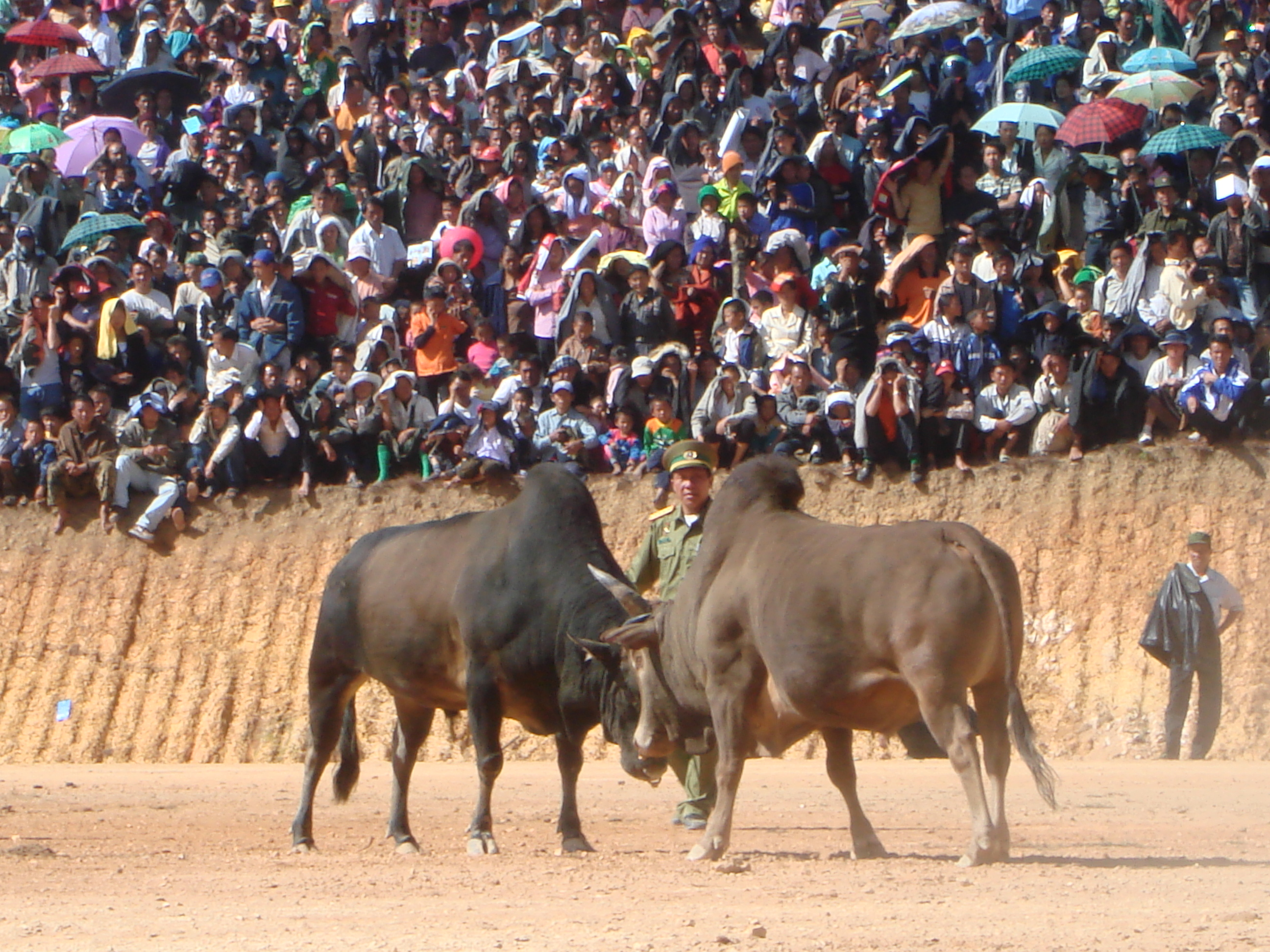
Chọi bò Hmong ở Phonsavan, Lào nhân năm mới 2017

Lễ hội chọi bò được tổ chức hằng năm nhằm khuyến khích, động viên bà con chăn nuôi, phát triển đàn bò theo Dự án phát triển giống bò u của đồng bào dân tộc Mông trên địa bàn huyện. Toàn huyện có hơn 38.000 con, năm 2013 bán được hơn 2.600 con ra thị trường trong và ngoài tỉnh, những chú bò chọi sau khi kết thúc lễ hội sẽ được chủ nhân giữ lại để chăm sóc, dùng làm sức kéo cày bừa, huấn luyện để mùa lễ hội năm sau trổ tài chứ không bị mổ bán như tại các lễ hội chọi trâu ở các tỉnh khác. Nhờ đó mà đồng bào giữ được giống bò tốt, lai tạo ra nhiều con giống có chất lượng, phát triển đàn bò ngày càng nhiều hơn. Nơi đây được cho là lưu giữ giống bò U quý hiếm và bí quyết nuôi bò danh bất hư truyền. Cũng chính truyền thống nuôi bò giỏi ấy đã tạo ra một hội chọi bò độc đáo
Vùng đất Bảo Lâm nổi tiếng với giống bò u của đồng bào Mông. Giống bò u nơi đây không những cày khỏe mà khi đấu nhau còn có chiêu chọi rất độc đáo. Tham dự sàn đấu chỉ có bò U, một giống bò độc nhất vô nhị, thân hình vạm vỡ, u vai nhô cao như bò tót, cơ bắp cuồn cuộn to hơn bất cứ giống bò nội địa nào của Việt Nam. Với đồng bào Mông nơi đây, con bò là tài sản quý giá nhất, gia đình nào cũng nuôi bò, có gia đình nuôi vài chục con, đối với họ có được những con bò đẹp, đảm bảo sức cày kéo cho việc phát triển sản xuất là một yêu cầu quan trọng. Người Mông chăm sóc bò rất cẩn thận, làm chuồng trại có mái để tránh rét, trồng cỏ để làm thức ăn, con bò được yêu quý đến độ nó là đồ trang sức, là biểu trưng sức mạnh và sự giàu có cho thân chủ, nhà người Mông ở đây nhìn chuồng bò còn đẹp hơn chính nhà ở của họ.
Những con bò chọi tốt phải có mắt nhỏ, đảo liếc liên tục, đầu to, da đầu dày, thân chặt, cổ bè, ngực nở, bụng thon, chân sau hơi cong, khôn và biết võ vì con bò đấu nhau bằng cặp sừng, xương to, sừng nhú, mắt tinh, chân mảnh, đi đứng rất nhanh nhẹn. Có mấy kiểu là sừng thẳng, sừng cong và sừng chữ V nhưng dù kiểu nào yêu cầu đầu tiên cũng là phải dài trên 30 cm và nhọn. Mỗi loại sừng có các miếng đánh hiểm ác khác nhau. Sừng thẳng lợi ở thế móc vào mang tai đối thủ. Sừng cong lợi ở thế khóa đầu mà đẩy đến lúc đối thủ phải ngã vì kiệt sức. Sừng chữ V lợi ở thế móc gáy. Bò mới mua về phải dắt đi leo dốc, leo núi mỗi ngày 1-2 lần, mỗi lần nửa tiếng để luyện gân, luyện cốt. Gân cứng, cốt bền rồi mới dắt ra ruộng bậc thang luyện sừng. Cặp sừng nhọn hoắt của nó như những lưỡi kiếm cắm vào đất cứng, phát ra những tiếng "phùn phụt" như cắm xuống bùn, thấy người lạ là nó nghiêng nghiêng đầu, phì phì thở, móng guốc cào cào vào đá đến tóe bụi, đuôi quất liên tục, hung hăng như muốn lồng lên húc, ẩn chứa bên trong núi cơ bắp cuồn cuộn đó là sức mạnh.
Để chuẩn bị cho Hội thi chọi bò, bắt đầu từ mùng 3/1 âm lịch, các xóm đã tổ chức thi đấu, lựa chọn các con bò tốt nhất để gửi danh sách lên xã, các xã tiếp tục lựa chọn bò cho hội thi tại huyện, những chú bò tham dự cuộc thi chọi bò đều nặng hơn 5 tạ và giá trị trung bình của những con bò này có giá trị hơn 50 triệu đồng. Sau các vòng thi tuyển chọn cấp xóm, xã, Ban Tổ chức đã chọn ra cặp bò mẹ con đẹp và 32 con bò chọi ở 2 hạng A và B (hạng A từ 440 kg trở lên, hạng B có cân nặng từ 439 kg trở lại). Phần thi chọi bò được chia làm hai hạng cân: hạng A có 12 con bò, nặng từ 450 kg trở lên; hạng B có 12 con nặng từ 350–450 kg. Trước khi vào sới chọi, các chủ bò động viên bò của mình, sau khi chủ bò tháo dây xỏ mũi, từ hai phía sân đấu, hai đấu sĩ bò lao vào nhau với tốc độ cao, các chú bò thể hiện hết những miếng đánh độc đáo, như: Móc hầu, móc mắt hay lao trực diện vào đối thủ. Đáng sợ nhất là những chú bò với những miếng đánh "cảm tử," lùi xa rồi bất ngờ lao cả thân mình vào đối thủ, cặp sừng sắc nhọn cắm phập vào mắt, vào cổ đối phương.